# Jugendstiltheater Klagenfurt

Jugendstiltheater Klagenfurt

Das Jugendstiltheater Klagenfurt (JUST) ist ein Kleinsttheater in der Stadt Klagenfurt am Wörthersee in Kärnten.

## Theater
Das Theatergebäude hat zehn Sitzplätze und wird vom Verein zur Anregung des dramatischen Appetits (VADA) bespielt. Die Eröffnung fand am 11. Februar 2012 statt.
Gezeigt werden Eigenproduktionen sowie Gastspiele in den Genres Sprechtheater, Theater für junges Publikum und szenische Lesungen. Ein Schwerpunkt liegt in der Aufführung russischer Literatur, die teilweise auch in russischer Sprache erfolgt.

## Theatergebäude
Das Theatergebäude ist ein 9,96 m² großer spät-secessionistischer Pavillon, der nach Plänen des Architekten Franz Baumgartner von Baumeister Georg Horčička 1913/1914 im Rahmen des baulichen Ensembles des Klagenfurter Künstlerhauses errichtet wurde. Er diente ursprünglich als Pissoiranlage des Künstlerhauses.